# Richie Faulkner
Richie Faulkner (Edmonton, North London, Londres, 1 de enero de 1980) es un músico británico de heavy metal que ha tocado en varias bandas como Dirty Deeds, Voodoo Six, Ace Mafia y Lauren Harris. En abril de 2011 se incorporó oficialmente a la banda Judas Priest sustituyendo al guitarrista fundador K.K. Downing, quien voluntariamente abandonó la agrupación tras cuarenta años militando en ella. Inmediatamente a la incorporación de Faulkner, Judas Priest comenzaron su gira Epitaph World Tour.
Su primera aparición con Judas Priest fue el 25 de mayo de 2011 en el programa estadounidense American Idol, donde tocaron los temas 'Living After Midnight' y 'Breaking the Law' con el concursante James Durbin.

## Inicios
A la edad de nueve años, convenció a sus padres para que le comprasen su primera guitarra eléctrica después de aburrirse rápidamente de sus clases de piano. Aprendió de forma similar a K.K. Downing, su predecesor en Judas Priest, escuchando álbumes de Jimi Hendrix y repitiendo nota por nota sus canciones. Richie progresó rápidamente y a la edad de 13 años ya tocaba algunos conciertos en los pubs del Norte de Londres.

### Trayectoria
Ha tocado con varias bandas y artistas incluyendo Dirty Deeds, Voodoo Six y Lauren Harris (hija de Steve Harris, bajista de Iron Maiden), quien ha teloneado a bandas como Mötley Crue, Guns N' Roses, Heaven And Hell, Papa Roach y Metallica. Finalmente, entró en Judas Priest en abril de 2011.

## Influencias
Las principales influencias de Faulkner son Jimi Hendrix, David Gilmour, Dave Murray, Adrian Smith, Glenn Tipton, Michael Schenker y Zakk Wylde.

## Vida personal
Sus aficiones son correr, el diseño digital, pescar (como su compañero Glenn Tipton) y el buceo. Es un apasionado de Star Wars, de hecho en sus púas se puede ver el dibujo de un Soldado Imperial (Stormtrooper), tocando una guitarra eléctrica modelo Gibson les Paul custom.
Es pareja de Mariah Lynch, hija del reconocido guitarrista George Lynch, (Ex Dokken), Lynch Mob, con quien tiene una hija.

## Discografía
- Deeds - Blown (2002)
- Voodoo Six - Feed My Soul (2006)
- Lauren Harris - Calm Before the Storm (2008)
- Ace Mafia - Vicious Circle (2009)
- Parramon - Dead People (2010)
- Christopher Lee - Charlemagne: The Omens of Death (2012) (Creó las canciones de la 7 a la 10)
- Judas Priest - Redeemer of Souls (2014)
- Judas Priest - Firepower (2018)
- Judas Priest - Invincible Shield (2024)

## Enlaces
- Myspace de Richie Faulkner
- Ian Hill (Judas Priest): "Richie Faulkner es el reemplazo perfecto de K.K.Downing"
- Richie Faulkner en Discogs

- Datos: Q1076623
- Multimedia: Richie Faulkner / Q1076623